# Zborovy
Zborovy – miejscowość i gmina (obec) w Czechach, w kraju pilzneńskim, w powiecie Klatovy. W 2022 roku liczyła 115 mieszkańców.